# Anglo American Racers
Il team Anglo-American Racers, emanazione europea del team statunitense All American Racers, è stato l'unico team statunitense a partecipare alle gare di F1 degli anni sessanta. Praticamente il team schiera sempre una vettura "fissa" per il pilota statunitense Dan Gurney e una per i "clienti" (tra i quali ricordiamo Richie Ginther, Ludovico Scarfiotti e Bruce McLaren, poi fondatore dell'omonima scuderia); Gurney è stato presente in 24 dei 25 Gran Premi disputati. La Eagle è stata una vettura di Formula 1 costruita su iniziativa di Dan Gurney.

## Esperienza in Formula 1

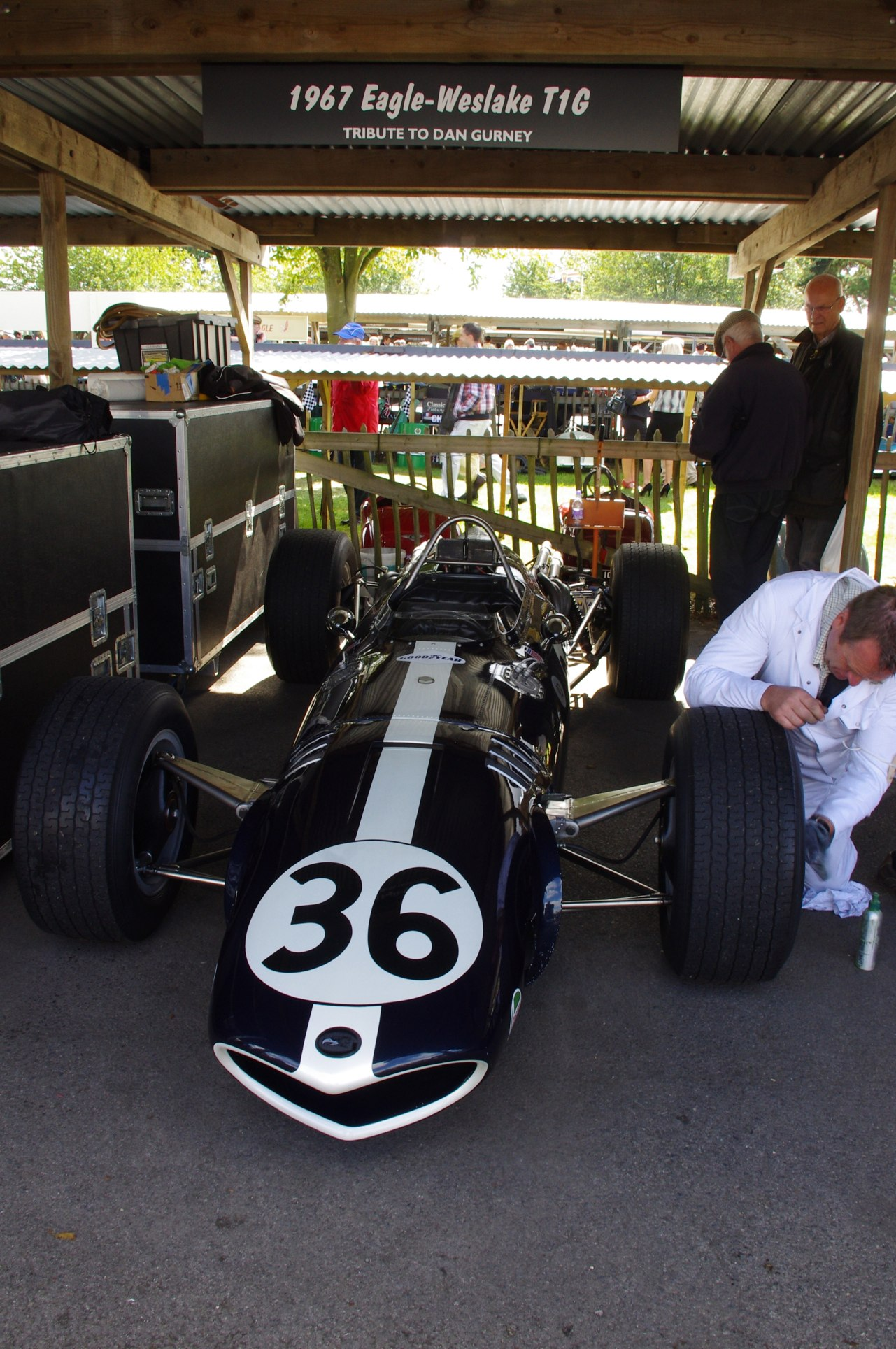
Una Eagle Mk1 della Anglo American Racers del 1966

Gli inizi sono difficili: con il modesto motore Climax il pur abile Gurney non riesce a dimostrare la validità del suo telaio. A fine anno però debutta il motore V12 Weslake, destinato a disputare tutta la stagione successiva. Molto potente ma poco affidabile il Weslake consente a Gurney di vincere il Gran Premio del Belgio 1967 e di ottenere spesso onorevoli piazzamenti in qualifica. In gara però è un'altra storia, con rotture a ripetizione, soprattutto al Nürburgring, dove Gurney è in testa al momento del ritiro.
Un terzo posto al Gran Premio del Canada dello stesso anno, poi più nulla: l'anno dopo Gurney racimola un budget appena sufficiente per disputare 5 gare, poi a Monza la decisione di ritirarsi dalla Formula 1, per concentrarsi sulle competizioni americane e modificando il suo nome in "All American Racers".

## Risultati in Formula 1
| Anno | Vettura | Motore                | Gomme | Piloti    |  |     |   |     |     |   |     |     |     |  |  |  | Punti | Pos. |
| ---- | ------- | --------------------- | ----- | --------- |  | --- | - | --- | --- | - | --- | --- | --- |  |  |  | ----- | ---- |
| 1966 | Mk1     | Climax FPF Weslake 58 | G     | Gurney    |  | Rit | 5 | Rit | Rit | 7 | Rit | Rit | 5   |  |  |  | 4     | 7º   |
| 1966 | Mk1     | Climax FPF Weslake 58 | G     | Hill      |  |     |   |     |     |   | NQ  |     |     |  |  |  | 4     | 7º   |
| 1966 | Mk1     | Climax FPF Weslake 58 | G     | Bondurant |  |     |   |     |     |   |     | SQ  | Rit |  |  |  | 4     | 7º   |

| Anno | Vettura | Motore     | Gomme | Piloti     |     |     |     |   |     |     |     |   |     |     |     |  | Punti | Pos. |
| ---- | ------- | ---------- | ----- | ---------- | --- | --- | --- | - | --- | --- | --- | - | --- | --- | --- |  | ----- | ---- |
| 1967 | Mk1     | Weslake 58 | G     | Gurney     | Rit | Rit | Rit | 1 | Rit | Rit | Rit | 3 | Rit | Rit | Rit |  | 13    | 7º   |
| 1967 | Mk1     | Weslake 58 | G     | Ginther    |     | NQ  |     |   |     |     |     |   |     |     |     |  | 13    | 7º   |
| 1967 | Mk1     | Weslake 58 | G     | McLaren    |     |     |     |   | Rit | Rit | Rit |   |     |     |     |  | 13    | 7º   |
| 1967 | Mk1     | Weslake 58 | G     | Scarfiotti |     |     |     |   |     |     |     |   | Rit |     |     |  | 13    | 7º   |

| Anno | Vettura         | Motore                       | Gomme | Piloti |     |  |     |     |  |  |     |   |     |     |   |     | Punti | Pos. |
| ---- | --------------- | ---------------------------- | ----- | ------ | --- |  | --- | --- |  |  | --- | - | --- | --- | - | --- | ----- | ---- |
| 1968 | Mk1 McLaren M7A | Weslake 58 Ford Cosworth DFV | G     | Gurney | Rit |  | Rit | Rit |  |  | Rit | 9 | Rit | Rit | 4 | Rit | 0 -   | NC   |

| Legenda | 1º posto     | 2º posto | 3º posto    | A punti         | Senza punti/Non class.  | Grassetto – Pole position Corsivo – Giro più veloce |
| Legenda | Squalificato | Ritirato | Non partito | Non qualificato | Solo prove/Terzo pilota | Grassetto – Pole position Corsivo – Giro più veloce |